# Württembergische Besetzung des Breisgaus 1806

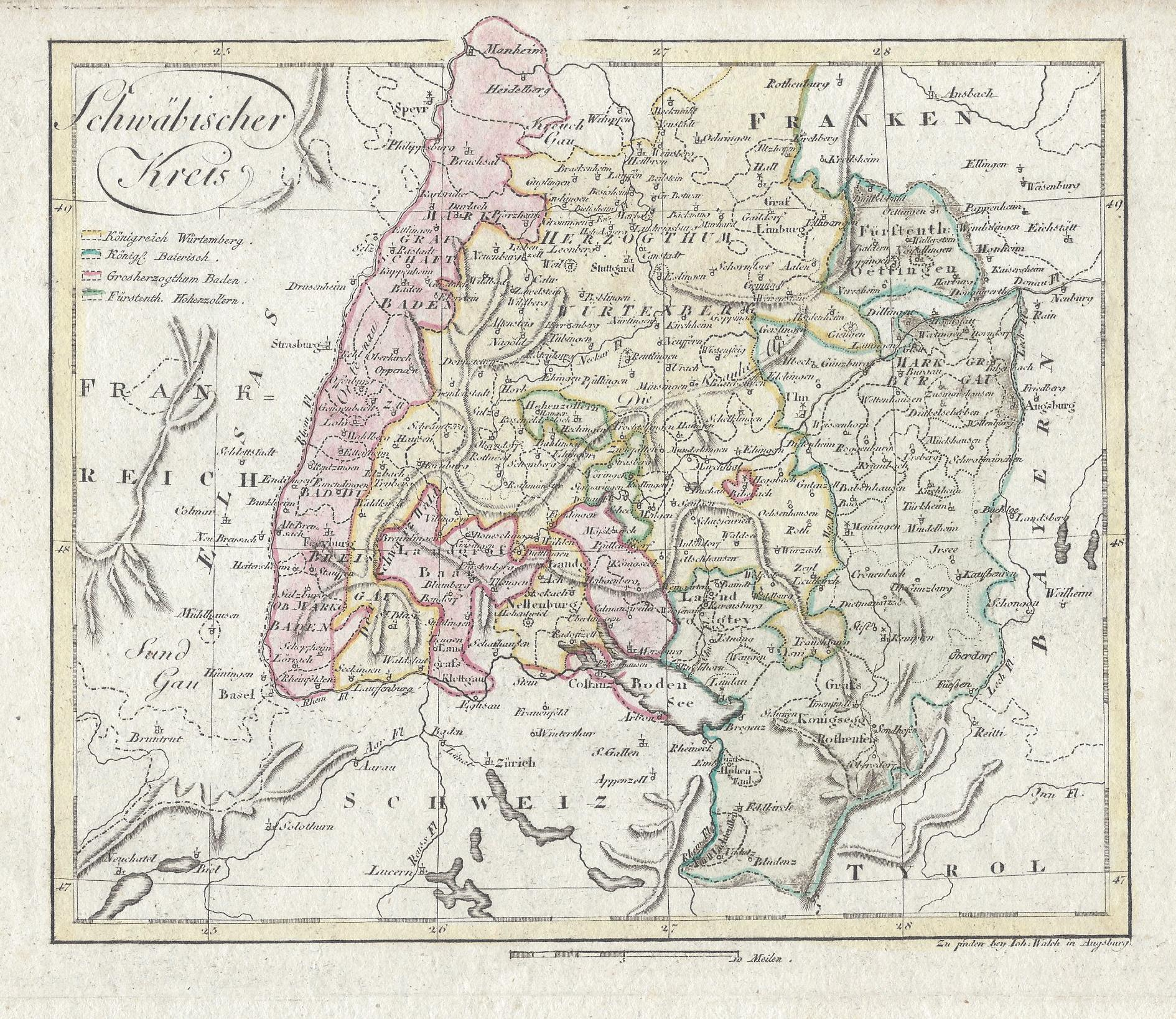
Schwäbischer Kreis nach den Beschlüssen von Pressburg, Johann Walch, Augsburg 1806

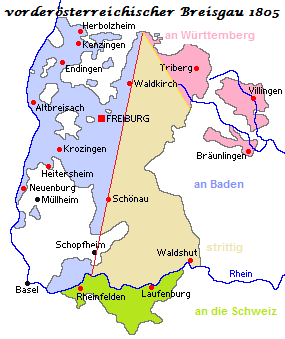
Der ehemals vorderösterreichische Breisgau und seine Aufteilung nach dem Frieden von Preßburg; gelb die Demarkationslinie nach badischer Interpretation, rot nach württembergischer (grobe Kartenskizze)

Die württembergische Besetzung des Breisgaus war eine regionale Episode während der territorialen Neuordnung des deutschen Südwestens durch Napoleon, die sich in den ersten beiden Monaten des Jahres 1806 abspielte und ihre Ursache in völlig unterschiedlichen Interpretationen von Artikel VIII. des Friedens von Preßburg durch das Königreich Württemberg und das Kurfürstentum Baden hatte. Württemberg konnte seine Position nicht durchsetzen und Baden konnte mit französischer Unterstützung die zunächst von Württemberg besetzten Gebiete im Breisgau übernehmen.

## Text des Friedensvertrages von Preßburg
Friede von Preßburg vom 26. Dezember 1805
VIII. Se. Majestät der Kaiser von Deutschland und Österreich leistet sowohl für sich, seine Erben und Nachfolger, als für die Prinzen seines Hauses, ihre Erben und resp. Nachfolger auf nachbenannte Fürstenthümer, Herrschaften, Domainen und Gebiete Verzicht, und überläßt und tritt ab an ...
An Se. Majestät den König von Württemberg die fünf sogenannten Donaustädte, nämlich: Ehingen, Munderkingen, Reidlingen, Mengen und [164] Sulgau mit allem was dazu gehört, die obere und untere Grafschaft Hohenberg, die Landgrafschaft Nellenburg, und die Präfektur Altdorf, mit dem was (die Stadt Konstanz ausgenommen) dazu gehört; ferner denjenigen Theil des Breisgaues, welcher im Württenbergischen inklavirt, und gegen Osten in einer Linie vom Schlegelberg bis zum Molbach gelegen ist, und die Städte Willingen und Braunlingen mit ihrem Gebiete.
An Se. Durchlaucht den Kurfürsten von Baden das Breisgau, mit Ausschluß der vorhin benannten und abgesonderten Besitzungen, die Ortenau mit allem, was dazu gehört, die Stadt Konstanz und die Kommenthurei Meinau.

## Demarkationslinie zwischen Baden und Württemberg im Breisgau 1806

### Württembergische Interpretation
Württemberg interpretierte den im Vertrag genannten „Molbach“ als den Möhlinbach, der etwas östlich von Rheinfelden in den Hochrhein mündet. Nun zog man vom Schlegelsberg bei Biederbach (nahe dem Hünersedel) eine Linie bis zur Mündung des Möhlinbachs in den Rhein. Alle ehemals vorderösterreichischen Gebiete im Breisgau östlich dieser Linie beanspruchte Württemberg und versuchte im Januar 1806 durch militärische Besetzung dieses Gebiets vollendete Tatsachen zu schaffen.

### Badische Interpretation
Baden interpretierte den im Vertrag genannten „Molbach“ als den Mohlbach, einen Quellbach der Wildgutach bei St. Märgen, der heute den Namen Kohlplatzbach trägt. Damit stand nach badischer Interpretation Württemberg lediglich ein Teil der Herrschaft Triberg zu, während die Klöster St. Peter, St. Märgen und St. Blasien, die beiden rechtsrheinischen Waldstädte Säckingen und Waldshut, sowie Elzach für Baden beansprucht wurden.

## Die württembergische Besetzung vom 13. Januar bis 21. Februar 1806
Am 13. Januar 1806 besetzte württembergisches Militär St. Peter und St. Märgen. In den folgenden Tagen auch Zarten und Kirchzarten. Am 18. Januar 1806 trafen württembergische Truppen beim Kloster St. Blasien ein und brachten die württembergischen Wappenschilder an. Am 22. Januar 1806 kam die württembergische Übernahme-Kommission nach Waldshut. 
Am 25. Januar 1806 besetzte ein württembergisches Infanterie- und Kavalleriekommando Säckingen. „Württemberg beanspruchte auch das Gebiet am Hochrhein bis gegen Rheinfelden und ließ seine Truppen hier einmarschieren.“
Die badische Kommission zur Übernahme des Breisgaus unter Karl Wilhelm Ludwig Friedrich von Drais von Sauerbronn kam erst am 15. Januar in Freiburg an. Am 13. Februar rückte kur-badisches Militär in die Freiburger Kaserne ein.
Auf badische Intervention beauftragte Napoleon am 20. Januar seinen General Clarke mit der Untersuchung und Bereinigung der Grenzstreitigkeiten zwischen Baden und Württemberg, wobei Napoleon den württembergischen Anteil am Breisgau bereits auf Villingen, Bräunlingen und die Herrschaft Triberg begrenzte. Clarke nahm seine Tätigkeit am 8. Februar auf, kam am 14. Februar in Freiburg an und legte bis 3. März die Grenzlinie grundsätzlich entsprechend der badischen Interpretation des Friedensvertrages von Preßburg fest. Die württembergische Delegation verweigerte die Zustimmung und überließ es den Franzosen, die Grenzpfähle auf der württembergischen Seite zu markieren.
Am 21. Februar hatten die Württemberger St. Peter, St. Märgen, Oberkirch, Simonswald und Elzach bereits wieder geräumt; die Räumung der Waldstädte und des Klosters St. Blasien war im Gange.
Am 10. März reiste Clarke von Freiburg nach Paris zurück. Der französische General Jean Nicolas de Monard wurde vom französischen Kriegsminister Louis-Alexandre Berthier mit der weiteren Abwicklung  beauftragt.
Württemberg führte den Streit noch weiter, so dass zunächst einige Herrschaften der Reichsherrschaft Bonndorf noch durch Frankreich besetzt blieben und erst am 12. September 1806 an Baden übergeben wurden.

## „Protokoll über die gepflogene Landes-Übergabe“ vom 15. April 1806
Der französische Kommissar für das Breisgau und die Ortenau, Jean Nicolas de Monard erklärte am 15. April 1806 gegenüber den Vertretern des Kurfürstentums Baden, dass er „... das gesammte Breisgau mit dessen Dependenzen übergiebt, jedoch letzteres mit Ausnahme“ 

1) Jenes Theils der Herrschaft Triberg, welcher von den Württembergischen Besitzungen eingeschlossen ist, und gegen Osten liegt, von einer, vom Schlegelberg bis an die Mohlbach, welche beym Hohlgraben vorbeyfließt, gezogenen Linie. ... 

2) Der Stadt Villingen, ihres Gebiets und ihrer Dependenzen. 

3) Der Stadt Breunlingen, ihres Gebiets und ihrer Dependenzen. 

4) der 5, dem Stifte St. Blasien gehörigen Herrschaften mit den Dörfern, Weilern und Meyerhöfen, welche davon abhängen, nämlich 

der Herrschaft Birkendorf, 

.               Gravenhausen, 

.               Bettmaringen, 

.               Blumegg, 

und             Gutenburg 

Diese 5 Herrschaften sind im Streite zwischen Sr. Majestät dem König von Würtemberg und Sr. Kurfürstl. Durchlaucht von Baden, und können von keinem der beyden Höfe in Besitz genommen werden, sondern bleiben streitig, bis durch das Übereinkömmniß, welches, unter Vermittlung Sr. Majestät des Kaisers und Königs, in München unterhandelt wird, entschieden ist, welcher von beyden Mächten diese Herrschaften angehören sollen.